# Dark and Darker
Dark and Darker est un jeu d'extraction multijoueur et free-to-play développé par le studio sud-coréen Ironmace. Après des problèmes juridiques en 2023, le jeu ressort gratuitement en accès anticipé le 7 juin 2024 sur Microsoft Windows.

## Système de jeu
Dark and Darker est un jeu d'extraction à la première personne, oscillant entre un dungeon crawler et un battle royale, avec un décor de fantaisie médiévale sombre. Le jeu mélange des éléments de systèmes de jeu de rôle tels que Dungeons & Dragons, roguelikes, à des jeux vidéo multijoueurs tels que DayZ, et est considéré comme appartenant au sous-genre des jeux d'extraction.  
Les joueurs peuvent sélectionner l'une des dix classes de personnages (guerrier, barbare, roublard, rôdeur, mage, clerc, barde, démoniste, druide et sorcier). Le jeu propose un gameplay PvPvE (joueur contre joueur contre environnement),  où les joueurs s'engagent dans des combats contre des monstres pour obtenir des objets de valeur, tout en restant vigilants contre les menaces potentielles des autres joueurs. La zone jouable se rétrécit progressivement au fur et à mesure que le match progresse, obligeant les joueurs à converger vers des rencontres les uns avec les autres. Survivre à un match permet aux joueurs d'extraire du butin pour de futurs matchs. Si le joueur est tué, il perd tous ses biens et son équipement. Si le joueur navigue avec succès dans le donjon et survit, il peut stocker son butin acquis dans une zone de stockage désignée pour une utilisation future ou une vente potentielle.

## Controverses

### Litige avec Nexon
Le 16 février 2023, il a été rapporté que la société sud-coréenne de jeux vidéo Nexon avait prétendu que Dark and Darker avait des similitudes avec le développement en cours d'un jeu provisoirement intitulé P3 en interne. Il a été déclaré que les actifs de P3 avaient été divulgués sur un serveur externe par le chef d'équipe de projet anonyme pour P3 et ce dernier a suggéré à ses coéquipiers de quitter Nexon et de travailler sur un jeu similaire à P3. Le chef d'équipe a été licencié en août 2021 et faisait partie de la moitié de l'équipe de projet P3 de 20 membres qui rejoindra par la suite Ironmace. Ironmace a été fondée par Park Seung-ha en octobre 2021, qui faisait également partie de l'équipe du projet P3,. Depuis la dissolution de l'équipe de développement P3, le cœur du travail de développement a été retravaillé dans un autre jeu provisoirement intitulé, P7. Ironmace a nié les allégations, déclarant que le genre de jeu ne pouvait pas être protégé par le droit d'auteur et que le jeu avait été créé à partir de zéro en utilisant les actifs d'Unreal Engine et le code fait à la main.
Le 8 mars 2023, la police fait une descente dans le bureau d'Ironmace à Seongnam, à la recherche de preuves sur ces allégations. Le 24 mars 2023, Nexon émet un avis de cessation et d'abstention à Ironmace pour suspendre le développement de Dark and Darker, en relation avec les allégations. Le 26 mars 2023, le jeu est retiré de la vente sur la plateforme Steam, faisant suite à l'avis DMCA déposé par Nexon . 
Cependant, le 14 avril 2023, Ironmace annonce son cinquième test public sur le jeu, rendant ce dernier disponible via des liens BitTorrent. 
Lors de la cérémonie d'ouverture du Summer Game Fest 2024, dans la nuit du 7 au 8 juin 2024, le titre est rendu à nouveau disponible gratuitement sur Steam, en accès anticipé. 
Le 13 février 2025, le tribunal du district central de Séoul statue qu'Ironmace n'a pas enfreint les droits d'auteur de Nexon avec Dark and Darker, mais reconnaît le studio coupable de violation du secret commercial à la suite de la divulgation du projet P3, et le condamne à verser 8,5 milliards de wons de dommages-intérêts à Nexon, soit l'équivalent de 5,6 millions d'euros,. 
Le 5 mars 2025, Epic Games décide de retirer Dark and Darker de la vente sur l'Epic Games Store. Selon le porte-paole d'Ironmace, cette « décision semble être basée sur des affirmations faites par des parties opposées » dans le cadre du litige juridique en cours avec Nexon. 
En juin 2025, Epic Games envoie un courriel aux joueurs de Dark and Darker pour les prévenir du retrait définitif du titre sur l'Epic Games Store à partir du 1er novembre 2025. Par ailleurs, l'entreprise américaine précise que les microtransactions sont d'ores et déjà désactivées, et que les joueurs possédant le statut « légendaire » seront remboursés.  

### Mauvaise réception de la mise à jour 6.5
En juillet 2025, Ironmace déploie la mise à jour 6.5, qui introduit la fusion des matchmaking solo, duo et trio. Néanmoins, cette mise à jour est mal reçue par la communauté puisqu'elle rend plus vulnérables les joueurs solitaires. Par conséquent, en quelques jours seulement, le nombre de joueurs simultanés passe de 6 000 à 3 000 et les avis négatifs se multiplient sur Steam, faisant chuter le jeu à une évaluation "plutôt négative" sur cette plateforme.
Pour mettre fin à ces agitations communautaires, le directeur du jeu admet sur le serveur Discord officiel du titre avoir pris « [d]es décisions incohérentes » et donné « [d]es réponses superficielles aux retours de différents types de joueurs », tout cela ayant mené à l’état actuel du jeu. Il « présente [alors] [d]es excuses sincères à ceux qui ont souffert de [s]on approche extrême pour résoudre les problèmes ». 
Par ailleurs, le studio dit travailler sur une refonte du matchmaking pour mieux correspondre aux attentes des joueurs et serait également en train d'améliorer le système de loot, afin de donner plus de sens à l'obtention d'un butin,.